# Андрюхін Яків Назарович
Яків Назарович Андрюхін (1892, Калузька губернія, тепер Калузька область, Російська Федерація — 1967, місто Київ) — радянський діяч, відповідальний секретар Ніжинського, Коростенського та Глухівського окружних комітетів КП(б)У. Член ВУЦВК.

## Життєпис
Народився в бідній селянській родині в Калузькій губернії.
Служив у російській імператорській армії, учасник Першої світової війни.
Член РСДРП(б) з вересня 1917 року.
На початок 1920-х років — відповідальний секретар Полонського міського комітету КП(б)У Волинської губернії.
До грудня 1925 року — відповідальний секретар Ніжинського окружного комітету КП(б)У.
У 1925 — квітні 1926 року — відповідальний секретар Коростенського окружного комітету КП(б)У.
У листопаді 1928 — листопаді 1929 року — відповідальний секретар Глухівського окружного комітету КП(б)У.
З 1930 року працював на металургійному заводі імені Фрунзе на Донбасі.
У 1946—1948 роках — слухач Вечірнього університету марксизму-ленінізму в місті Львові.
Подальша доля невідома. На 1960-ті роки — персональний пенсіонер.
Помер у 1967 році. Похований на Байковому цвинтарі міста Києва.